# Жигалово (Велізький район)
Жигалово — село у Велізькому районі Смоленської області Росії . Входить до складу Селезнівського сільського поселення . Населення — 1 особа (2007 рік) .
Розташоване в північно-західній частині області за 21 км на схід від Веліжа, за 16 км на північний-схід від автодороги Р 133 Смоленськ — Невель. За 80 км південніше села розташована залізниця станції Голінки на лінії Смоленськ — Вітебськ.

## Історія
У роки німецько-радянської війни село було окуповане німецькими військами в липні 1941 року, звільнено в вересні 1943 року.